# انجمن چوگان ایالات متحده آمریکا
انجمن چوگان ایالات متحده آمریکا (به انگلیسی: United States Polo Association) (USPA) نهاد ملی حاکم بر ورزش چوگان در ایالات متحده است.

## معرفی
انجمن چوگان ایالات متحده که در سال ۱۸۹۰ توسط دیوید گرابز تأسیس شده‌است، منابعی را برای بیش از ۴۵۰۰ عضو فردی و ۲۵۰ باشگاه چوگان در سراسر ایالات متحده و کانادا فراهم می‌کند. از جملهٔ آنها ترویج بازی چوگان، هماهنگ‌کردن فعالیت‌های باشگاه‌های عضو و بازیکنان ثبت شده، ترتیب و نظارت بر مسابقات، مسابقات و بازی‌های چوگان و ارائه قوانین، معلولیت‌ها و شرایط آن مسابقات، مسابقات و بازی‌ها از جمله ایمنی و رفاه شرکت کنندگان و هستند.
این انجمن تعدادی برنامه برای بازیکنان جدید برای یادگیری این ورزش در ایالات متحده ایجاد کرده‌است، از جمله مراکز منطقه ای چوگان و باشگاه‌هایی که میزبان مدارس و دروس در سراسر کشور هستند. در سال ۲۰۱۰، USPA تیم USPA را ایجاد کرد، برنامه ای برای تقویت و رشد ورزش چوگان در ایالات متحده با شناسایی بازیکنان جوان و بااستعداد آمریکایی و ارائه آموزش‌های مربی و فرصت‌های بازی که منجر به مجموعه ای از بازیکنان آماتور و حرفه ای با رتبه بالاتر می‌شود. . این سازمان همچنین برنامه‌ها و مسابقات چوگان جوانان را از طریق چوگان بین مدرسه ای/بین دانشگاهی و باشگاه‌ها هماهنگ می‌کند.

## برند
برند «پولو» شامل پوشاک مردانه، زنانه و پسرانه و همچنین عینک آفتابی، ساعت، جوراب، کلاه و چاقوی جیبی است. این برند توسط USPA Properties, Inc، یک شرکت متعلق به انجمن چوگان ایالات متحده مدیریت می‌شود.

## رؤسا
- دیوید گرابز، ۱۹۲۱ تا ۱۹۳۶[۶][۷]
- البریج تی جری، پدر، ۱۹۴۰-۱۹۴۶[۸]
- رابرت ارلی استرابریج جونیور، ۱۹۴۶-۱۹۵۰[۸]
- دوروکس میلبورن، ۱۹۵۰-۱۹۶۰[۸]
- جورج سی شرمن، جونیور، ۱۹۶۰-۱۹۶۶[۸]
- نورث‌راپ آر. نوکس، ۱۹۶۶-۱۹۷۰[۸]
- ویلیام تی. یلویساکر، ۱۹۷۰-۱۹۷۵[۸]
- هوگو دالمار، ۱۹۷۵-۱۹۷۶[۸][۹]
- نورمن برینکر، ۱۹۷۶-1۱۹۸۰[۸]
- ویلیام سینکلر، ۱۹۸۰-۱۹۸۴[۸]
- سامرفیلد جانستون، جونیور، ۱۹۸۴-۱۹۸۸[۸][۱۰]
- جان سی. آکسلی، ۱۹۸۸-۱۹۹۱[۸]
- استفان ا. اورتوین ۱۹۹۱ تا ۱۹۹۵[۸]
- ریچارد سی ریمنشنایدر ۱۹۹۵ تا ۱۹۹۹[۸]
- اورین اچ. اینگرام ۱۹۹۹-۲۰۰۳[۸][۱۱]
- جک ال. شلتون ۲۰۰۳-۲۰۰۷[۸]
- توماس بیدل، پدر، ۲۰۰۷-۲۰۱۱[۸]
- چارلز ویور ۲۰۱۱-۲۰۱۵[۸]
- جوزف پی مایر ۲۰۱۵-اکنون